# Mina Witkojc
Mina Witkojc (Burg-Spreewald, Brandemburgo, 1893 - Papitz, 1975) fue una escritora alemana en sórabo. Estudió en Berlín y fue redactora de la revista Serbski Casnik entre 1923 y 1931, desde donde mantuvo contactos con los sokols checos y yugoslavos. Entre 1942 y 1945 fue encarcelada por los nazis en Erfurt, acusada de paneslavismo. Fue una de las fundadoras de la Domowina en 1946.

## Obra
- Dny w dalinje (Días lejanos, 1967)
- Erfurtske spomnjeśa (Memorias de Erfurt, 1945)
- K swĕtłu a słyńcu (De la luz hacia el sol, 1955)
- Prĕdne kłoski (Primeros trabajos, 1958)

- Datos: Q149516
- Multimedia: Mina Witkojc / Q149516